# سماق جبلي
سماق جبلي (الاسم العلمي:Rhus montana) هو نوع من النباتات يتبع جنس السماق من الفصيلة البطمية.